# Jean-Michel Aulas

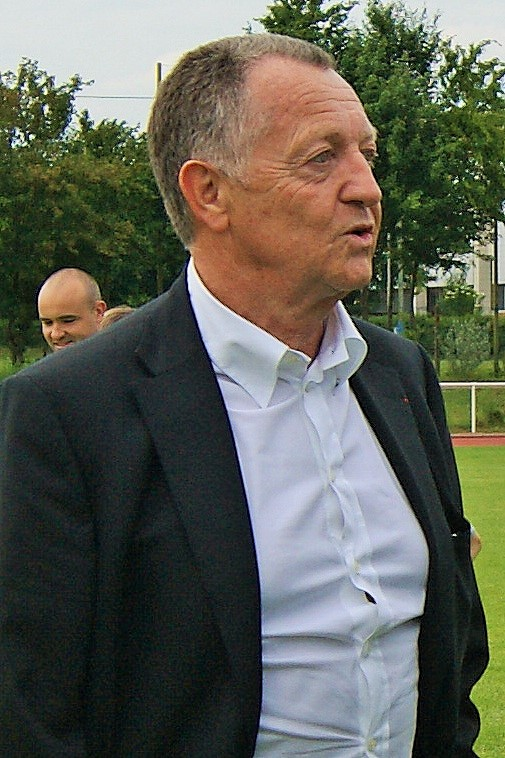
Jean-Michel Aulas siendo entrevistado por la televisión.

Jean-Michel Aulas (L'Arbresle, 22 de marzo de 1949) es un empresario y dirigente deportivo francés, fundador de CEGID (Compagnie Européenne de Gestion par l'Informatique Décentralisée -Compañía Europea de Gestión Informática Descentralizada-), una multinacional especializada en diseño de software para empresas, de la cual fue su propietario hasta octubre de 2007 cuando la vendió al grupo empresarial francés Groupama; sin embargo, siguió ejerciendo sus funciones como presidente y CEO de la compañía hasta 2014.
Aulas es también el actual presidente del equipo de fútbol francés Olympique de Lyon, del cual fue propietario único desde 1987 hasta 2017, cuando vendió parte de sus acciones en el equipo para pasar a ser socio mayoritario. Además, fue elegido el 16 de mayo de 2007 como presidente del extinto G-14 futbolístico.
- Datos: Q4245
- Multimedia: Jean-Michel Aulas / Q4245